# V.League Top Match 2010 (maschile)
Il V.League Top Match 2010 si è svolto il 25 aprile 2010: al torneo hanno partecipato una squadra di club giapponese e una squadra di club sudcoreana; la vittoria finale è andata per la seconda volta ai Samsung Bluefangs.

## Regolamento
Si affrontano in gara unica il club campione della V.Premier League giapponese ed il vincitore della V-League sudcoreana.

## Partecipanti
| Squadra            | Qualificazione                         | Ultima partecipazione   |
| ------------------ | -------------------------------------- | ----------------------- |
| Samsung Bluefangs  | Vincitrice V-League 2009-10            | V.League Top Match 2009 |
| Panasonic Panthers | Vincitrice in V.Premier League 2009-10 | Debutto                 |

## Torneo
| 25 aprile 2010 Hanyang University Gymnasium, Seul Durata: 1h:35 - Spettatori: 1 944 | Samsung Bluefangs | 3 - 1 | Panasonic Panthers | 25-22, 19-25, 25-22, 25-18 |

## Premi individuali
| Premio                 | Giocatrice     | Squadra            |
| ---------------------- | -------------- | ------------------ |
| MVP                    | Seok Jin-wook  | Samsung Bluefangs  |
| Most Impressive Player | Takeshi Nagano | Panasonic Panthers |